# دنا ثلاثي السلاسل

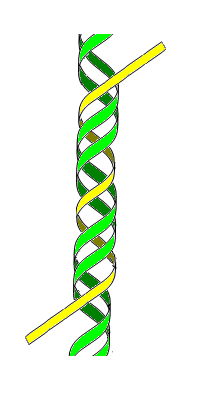
دنا ثلاثي السلاسل، السلسلة الثالثة بالأصفر.

الدنا ثلاثي السلاسل هو بنية دنا تلتف فيها ثلاث جزيئات قليل النوكليوتيد حول بعضها البعض لتشكيل لولب ثلاثي، في هذه البنية ترتبط سلسلة ثالثة بالبنية ب للدنا مزدوجة السلاسل عبر روابط هيدروجينية بواسطة ترابط هوغستين أو ترابط هوغستين العكسي. على سبيل المثال: ترتبط نوكليوتيدة T بزوج قاعدي واتسون-كريك T-A بواسطة رابطة هيدروجينة من نوع هوغستين بين زوج AxT (حيث يمثل x رابطة هوغستين)، يمكن لقاعدة سايتوسين مبرتنة في N-3 ممثلة بـ+C أن تشكل قاعدة ثلاثية مع زوج قاعدي C-G عبر ترابط هوغستين مع الزوج GxC+
يوجد قسمان من الدنا ثلاثي السلاسل: بنية بين جزيئية وبنية داخل جزيئية، يشير الدنا الثلاثي بين الجزيئي إلى تكون البنية بين لولب مزدوج وسلسلة أخرى مختلفة من الدنا، يمكن أن تكون من كروموسوم مجاور أو قليل نوكليوتيد مشكِّلٍ للدنا الثلاثي (TFO). بينما يتشكل الدنا الثلاثي داخل الجزيئي من لولب مزدوج له سلاسل تحوي بيورينات وبيريميدينات مماثلة ولها تسلسل متناظر عكسي (مرآتي). يؤثر مستوى لف الدنا الفائق بمستوى تشكل السلاسل الثلاثية داخل الجزيئية.
يوجد نوعان مختلفان من الدنا ثلاثي السلاسل داخل الجزيئي: H-DNA وH*-DNA. يستقر تشكل الهيئة H-DNA تحت ظروف حمضية وفي تواجد كايتونات ثانئية التكافؤ مثل Mg2+، تنحني في هذه البنية السلسلة التي تحوي على البيريميدينات المتماثلة لترتبط مع سلسلة البيورينات بطريقة متوازية. الثالوث القاعدي المستخدم لاستقرار هذه البنية هو T-A-*T وC-G*C+ حيث يحتاج السايتوسين في هذا الثالوث أن تتم برتنته (إضافة بروتين له) كي يتمكن من تشكيل هذه السلسة الثلاثية داخل الجزيئية وهو سبب استقرار هذه البنية تحت ظروف حمضية. بينما تفضل الهيئة H*-DNA شروط أس هيدروجيني (ph) حيادية مع تواجد كايتونات ثنائية التكافؤ ، تتشكل هذه البنية داخل الجزيئية بترابط سلسلة البيورينات المتماثلة والبيورينات بطريقة ضد متوازية، وتستقر بالثالوث القاعدي T-A*A وC-G*G.